# Heinrich Cornelius Agrippa

Agrippa w encyklopedii Nordisk familjebo

Agrippa von Nettesheim także Agrippa z Nettesheim (łac. Henricus Cornelius Agrippa ab Netteshym, niem. Heinrich Cornelius Agrippa von Nettesheim) (ur. 14 września 1486 w Kolonii, zm. 18 lutego 1535 w Grenoble) – niemiecki polihistor, filozof, okultysta, astrolog i alchemik, przedstawiciel renesansowej magii i okultyzmu.

## Życiorys
Heinrich Cornelius urodził się 14 września 1486 roku w Kolonii. Imię Agrippa przybrał sam, by upamiętnić swoje pochodzenie z Kolonii, która po łacinie nazywana była Colonia Agrippina. Nie wiadomo czy przydomek szlachecki von Nettesheim (Nettesheim to nazwa wsi koło Kolonii) używał bezprawnie czy nie. Na temat jego rodziny i pochodzenia niewiele wiadomo.
W latach 1499–1502 studiował na uniwersytecie w Kolonii, najprawdopodobniej prawo i uzyskał tytuł Magister Artium. Mógł wówczas również zajmować się medycyną. W latach 1503–1507 mógł służyć w armii cesarskiej.
Studiował także w Paryżu, gdzie w 1507 roku założył sodalitium – tajne stowarzyszenie okultystyczne, którego członków wykorzystał finansowo i zbiegł do północnej Italii i Hiszpanii. Do stowarzyszenia należeli francuski filozof Charles de Bovelles (ok. 1479–1533), lekarz Symphorien Champier (ok. 1471–1539), humanista Germain de Brie (ok. 1489–1538), Germain de Ganay (zm. 1520), portrecista na dworze francuskim Jean Perréal (ok. 1455–1530) i nieznany włoski przyjaciel Landulfus.
Następnie otworzył sklep złotniczy w Awinionie i zdobył przychylność arcybiskupa Besançon. W latach 1508–1509 Agrippa odbył tajemniczą podróż do Hiszpanii. W 1509 roku na uniwersytecie w Dôle prowadził wykłady na temat działalności hebraisty Johannesa Reuchlina (1455–1522) i jego dzieła Verbum mirificum. Na potrzeby swojej mowy inauguracyjnej poświęconej córce cesarza Maksymiliana, Małgorzacie Habsburg (1480–1530), księżniczce Austrii i Burgundii, zaczął pracować nad dziełem De nobilitate et praecellentia foeminei sexus declamatio, które zostało opublikowane dopiero w 1529 roku. Wykłady Agrippy o kabale cieszyły się dużym zainteresowaniem wśród akademików. Jean Catilinet, przełożony franciszkanów w Burgundii, potępił Agryppę jako „judaizującego heretyka”, przez co Agryppa musiał zakończyć karierę wykładowcy.
Agrippa wrócił do Niemiec i udał się do opactwa św. Jakuba w Würzburgu, gdzie spotkał Jana Tritemiusza (1462–1516), opata klasztoru w Sponheim, z którym prowadził dyskuje na temat magii naturalnej i jej roli w kulturze. W 1510 roku Agrippa napisał Occulta philosophia, podręcznik białej magii z opisami cudownych właściwości m.in. kamieni, ziół, metali i liczb. Dzieło, dedykowane Tritemiuszowi, krążyło najpierw w formie rękopisu a drukiem zostało wydane w 1531 roku.
W 1510 roku, prawdopodobnie na rozkaz cesarza Maksymiliana, Agrippa znalazł się w Anglii, gdzie poznał Johna Coleta (1467–1519), który studiował pisma św. Pawła. W tym czasie Agrippa napisał Commentariola – komentarz do Listu do Rzymian, który pozostaje jednak nieznany. Odpowiedział wówczas również na oskarżenia Catilineta w formie polemiki Expostulatio super Expositione sua in librum De verbo mirifico cum Joanne Catilineti.
W 1511 roku Agrippa wyjechał do Italii, służąc cesarzowi Maksymilianowi, i jednocześnie prowadząc wykłady na uniwersytecie w Pawii. Między 1511 a 1518 rokiem być może pracował naprzemiennie jako agent polityczny na rzecz cesarza i papieża.
W 1519/20 roku pracował jako mówca miejski i specjalista finansowy na rzecz miasta Metz. Następnie przebywał w Kolonii, a od 1521 roku praktykował jako lekarz we Fryburgu. Od 1524 roku był osobistym lekarzem Ludwiki Sabaudzkiej (1476–1531), lecz szybko został uznany za intryganta i zwolniony z dworu za relacje z księciem Bourbonem, który zdradził koronę francuską. Wkrótce Agrippa popadł w problemy finansowe, lecz udało mu się objąć praktykę lekarską w Antwerpii. Następnie pracował jako cesarski historiograf na dworze Małgorzaty Habsburg (1480–1530). Poświęcił się również publikowaniu swoich pism, m.in. wydał De occulta filozofia i De vanitate. Został zwolniony z dworu za pracę w tajemnicy dla Henryka VIII (1491–1547) i wobec oskarżeń o herezję wysuwanych przez teologów z Leuven, Paryża i Kolonii. Wkrótce trafił do więzienia za długi, skąd uciekł do Kolonii, gdzie schronienia udzielił mu arcybiskup Hermann von Wied (1477–1552).
Niewiele wiadomo o ostatnich latach życia Agrippy. Prawdopododbnie przebywał w Bonn do 1535 roku. Podczas pobytu w Lyonie został aresztowany i był poddany torturom. Dzięki pomocy przyjaciół został uwolniony, ale wkrótce potem zmarł – 18 lutego 1535 roku w Grenoble.
Agrippa jest legendarnym pierwowzorem postaci Fausta w dramacie Johanna Wolfganga Goethego.

## Publikacje
Wybór prac podany za Neue Deutsche Biographie:
- De incertitudine et vanitate scientiarum et artium et de excellentia verbi Dei, 1529
- De occulta philosophia libri tres, 1531
- Contra pestem antidota securissima, 1535
- Declamatio de nobilitate et praecellentia foeminei sexus eiusdemque supra virilem eminentia libellus, 1529 (O ślachetności a zacności płci niewieściej, wyd. pol. 1575)